# Tom Parker (Fußballspieler)
Thomas Robert „Tom“ Parker (* 19. November 1897 in Southampton; † 1. November 1987 in Basingstoke) war ein englischer Fußballspieler und Fußballtrainer.
Parker spielte als rechter Verteidiger für die Vereine Arsenal und Southampton in seiner aktiven Karriere. Als Manager war er an der Spitze des FC Southampton und Norwich City.

## Spielerkarriere
Parker begann seine Spielerkarriere bei Amateurclubs wie Sholing Rangers und Sholing Athletic. Seinen ersten Profivertrag unterschrieb der Engländer beim FC Southampton 1919. Während seiner Zeit in Southampton wurde er das einzige Mal in die englische Fußballnationalmannschaft einberufen. Parker spielte beim freundschaftlichen Länderspiel gegen Frankreich am 21. Mai 1925. 1926 wechselte Tom Parker zum FC Arsenal. Sein Debüt für die Gunners gab er am 3. April 1926 gegen die Blackburn Rovers. In seiner Zeit in London wurde er Kapitän der Mannschaft. Parker wurde englischer Meister 1931 und englischer Pokalsieger 1930. Sein letztes Spiel für die Gunners absolvierte Parker am 8. Oktober 1932 gegen Derby County. 

## Trainerkarriere
Nach seiner Spielerkarriere wurde er 1933 Trainer von Norwich City. 1934 stieg er mit den 'Kanarienvögeln' aus der dritten in die zweite englische Liga auf. 1937 kehrte er zu seinem alten Club FC Southampton zurück, den er 1943 verließ. Er arbeitete nach seiner zweiten Zeit bei den Saints als Schiffsinspektor im Hafen von Southampton. Von 1955 bis 1957 kehrte er noch einmal als Trainer zurück und war während dieser zwei Jahre wieder Trainer von Norwich City. Nach seiner Trainerkarriere arbeitete Parker wieder als Schiffsinspektor und wurde 1962 in den Ruhestand versetzt. Von 1962 an war er Scout für den FC Southampton. Parker starb 1987 im Alter von 89 Jahren.

## Erfolge
- 1 × englischer Meister mit dem FC Arsenal (1931)
- 1 × englischer Pokalsieger mit dem FC Arsenal (1930)